# Piper disparipilum
Piper disparipilum är en pepparväxtart som beskrevs av C. Dc.. Piper disparipilum ingår i släktet Piper och familjen pepparväxter. Inga underarter finns listade i Catalogue of Life.